# Perieți (Olt)
Pour les articles homonymes, voir Perieți.
Perieți est une commune du județ d'Olt en Roumanie.